# 마에다 겐지
마에다 겐지(일본어: 前田 憲二, 1935년 12월 5일~)는 일본 오사카부 출신의 영화 감독으로 NPO 법인 하늘 하우스 대표를 맡고 있다. 1960년대 후반부터 일본과 한국의 제사를 연구하고 영화를 제작하고 있으며, TV를 포함, 250편 가량의 다큐멘터리를 제작했다. 2013년 한국을 방문 일본이 조선을 침략하기 위해 20만~30만의 조선인을 학살했다는 관점의 동학 농민 운동 관련 다큐멘터리 영화를 제작하기도 했다.

## 같이 보기
- 월하의 침략자